# Episodi di Genitori in blue jeans (quarta stagione)
La quarta stagione della serie televisiva Genitori in blue jeans è stata trasmessa in anteprima negli Stati Uniti dalla ABC tra il 19 ottobre 1988 e il 3 maggio 1989.
| nº | Titolo originale               | Titolo italiano                   | Prima TV USA     | Prima TV Italia |
| -- | ------------------------------ | --------------------------------- | ---------------- | --------------- |
| 1  | Fool for Love                  | Giovani amori                     | 19 ottobre 1988  |                 |
| 2  | Birth of a Seaver              | Lieto evento                      | 26 ottobre 1988  |                 |
| 3  | Family Ties (Part 1 e 2)       | Figlio...in affitto (1 e 2 parte) | 2 novembre 1988  |                 |
| 4  | Family Ties (Part 1 e 2)       | Figlio...in affitto (1 e 2 parte) | 9 novembre 1988  |                 |
| 5  | Guess Who's Coming to Dinner?  | Indovina chi viene a cena?        | 16 novembre 1988 |                 |
| 6  | Homecoming Queen               | Reginetta dell'anno               | 23 novembre 1988 |                 |
| 7  | Nude Photos                    | Corso di fotografia               | 30 novembre 1988 |                 |
| 8  | Ben's First Kiss               | Il primo bacio                    | 7 dicembre 1988  |                 |
| 9  | The Nanny                      | Super baby-sitter                 | 4 gennaio 1989   |                 |
| 10 | Mandingo                       | Mandingo                          | 11 gennaio 1989  |                 |
| 11 | In Carol We Trust              | Per qualche anno di più           | 18 gennaio 1989  |                 |
| 12 | Mom of the Year                | Mamma dell'anno                   | 25 gennaio 1989  |                 |
| 13 | Semper Fidelis                 | Semper Fidelis                    | 1º febbraio 1989 |                 |
| 14 | Feet of Clay                   | Piedi d'argilla                   | 8 febbraio 1989  |                 |
| 15 | Anniversary from Hell          | Anniversario folle                | 15 febbraio 1989 |                 |
| 16 | Fortunate Son                  | Questione di razza                | 22 febbraio 1989 |                 |
| 17 | Double Standard                | Due pesi e due misure             | 1º marzo 1989    |                 |
| 18 | The Recruiter                  | Ginger e Fred                     | 15 marzo 1989    |                 |
| 19 | Show Ninety: Who Knew?         | Psicologia alternativa            | 22 marzo 1989    |                 |
| 20 | Second Chance                  | Caro Sandy                        | 12 aprile 1989   |                 |
| 21 | The Looooove Boat (Part 1 e 2) | Doppia coppia (1 e 2 parte)       | 26 aprile 1989   |                 |
| 22 | The Looooove Boat (Part 1 e 2) | Doppia coppia (1 e 2 parte)       | 3 maggio 1989    |                 |